# (15892) 1997 GB14
A (15892) 1997 GB14 a Naprendszer kisbolygóövében található aszteroida. A LINEAR projekt keretében fedezték fel 1997. április 3-án.